# پانچکس طلایی
پانچکس طلایی با نام علمی Pachypanchax playfairii، گونه ای از برکه ماهیها وخانواده ساده لبان، تنها گونه ماهی آب شیرین بومی سیشل، گروهی از جزایر در اقیانوس هند به طور مستقیم در شرق تانزانیا ، و تنها عضو از جنس آن است که در خارج از ماداگاسکار یافت می شود. در سیشل فقط در جزایر گرانیتی یافت می شود. در آنجا در جریان های کوچک آب شیرین و آب شور دیده می شود و از کرم ها، سخت پوستان، حشرات و ماهی ها تغذیه می کند.  پانچکس طلایی جزو ماهیهایی است که بصورت پراکنده در میان گیاهان آبی شناور تخم گذاری و تولید مثل میکند. این پانچکس طلایی گونه ای غیر معمول است زیرا فلس های جنس نر در طول فصل تولید مثل بلند می شوند و ظاهری خشن به پوست می دهند. برخلاف سایر برکه ماهی‌های واقعی، آنها نسبت به ماهی های مشابه دارای طول عمر بیشتری تا 3 سال میباشند.